# جوزپه وردی (فیلم)
جوزپه وردی (ایتالیایی: Giuseppe Verdi) یک فیلم زندگی‌نامه‌ای ایتالیایی به کارگردانی کارمینه گالونه است که در سال ۱۹۳۸ منتشر شد.

## بازیگران
- فوسکو جاکتی در نقش جوزپه وردی
- ماریا چبوتاری در نقش ترزا اشتولتس
- گوستاوو سرنا در نقش سالوادور کامارانو
- گویدو چلانو در نقش فرانچسکو ماریا پیاوه
- لامبرتو پیکاسو در نقش گائتانو دونیزتی
- گابریل گابریو در نقش انوره دو بالزاک
- پیر براسور در نقش الکساندر دوما
- آنری رولان در نقش ویکتور هوگو
- جرمانا پائولیری
- کامیلو پیلوتو
- چسکو بازه‌جو
- ماریا یاکوبینی
- فبو ماری
- کارلو دوسه
- انریکو گلوری
- آکیله مایرونی
- کارلو تامبرلانی
- آگوستو مارکاچی
- ائوجنیو دوزه
- جوزپه پیه‌روتسی
- جینو ویوتی